# Patyczak wietnamski
Patyczak wietnamski (Ramulus artemis) – owad z rzędu straszyków. Popularny w terrarystyce. Partenogenetyczny, samce nie występują.

## Opis

### Pochodzenie
- Wietnam.

### Wielkość
- 11-12 cm.

### Długość życia
Postać dorosła (imago) żyje około 6 miesięcy.

### Pokarm
Żywi się liśćmi i miękkimi częściami roślin.